# Swiped (film, 2025)
Swiped är en amerikansk biografisk dramafilm, som har en planerad premiär i september 2025 på Toronto International Film Festival. Filmen är regisserad av Rachel Lee Goldenberg efter ett manus skrivet av Goldenberg, Bill Parker och Kim Caramele.

## Handling
Filmen kretsar kring och är inspirerad av historien om Whitney Wolfe Herd, grundare av dejtingplattformen Bumble.

## Rollista (i urval)
- Lily James - Whitney Wolfe Herd
- Dan Stevens
- Myha'la
- Jackson White
- Ben Schnetzer
- Pierson Fodé
- Ian Colletti
- Mary Neely
- Ana Yi Puig
- Aidan Laprete
- Coral Peña